# 발레리오 아다미
발레리오 아다미(Valerio Adami, 1935년 3월 17일 ~ )는 이탈리아의 화가이다. 밀라노의 아카데미아 디 브레라에서 공부한 뒤 런던과 파리에서 활동하고 있다. 그의 미술 작품에는 팝아트의 뚜렷한 영향이 나타나 있다.
볼로냐에서 태어난 아다미는 1945년부터 펠리체 카레나로부터 회화를 공부했다.1951년 아카데미아 디 브레라에 합격한 그는 1954년까지 아킬레 푸니의 스튜디오에서 제도사로 공부했다. 1955년 파리로 건너간 그는 로베르토 마타와 빌프레도 람을 만나고 그들의 영향을 받았다. 그의 첫 번째 개인전은 1959년 밀라노에서 개최되었다.
아다미의 초기 작풍은 표현주의적인 것이었다. 그러나 카셀에서 그의 두 번째 전시회가 개최될 무렵인 1964년경부터 그는 프랑스 클루아조네파(派)를 연상시키는, 평면적인 색채와 검은 경계선을 사용한 스타일을 발전시켰다. 그러나 고갱과는 달리 아다미의 주제는 극히 양식화되고 종종 파편적으로 제시된다.
1970년대에 아다미는 자신의 작품에 정치를 개입시키기 시작하고 현대 유럽사, 문학, 철학, 신화와 같은 주제를 결합시켰다. 1971년 그와 동생 존카를로는 영화 사막의 바캉스를 만들었다.
1985년부터 1998년까지 아다미의 회고전이 파리, 훌리오 곤살레스 데 발렌스, 텔아비브, 부에노스 아이레스에서 개최되었다.